# バーント・オファリング・フォー・ザ・ボーン・アイドル
『バーント・オファリング・フォー・ザ・ボーン・アイドル』（原題：A Burnt Offering for the Bone Idol）は、イギリスのヘヴィメタル・バンド、スカイクラッドが1992年に発表した2作目のスタジオ・アルバム。

## 解説
新メンバーのフリーザ・ジェンキンスとデイヴ・ピューを迎えた6人編成で録音された。音楽的には、前作で支配的だったスラッシュメタル色から多少の脱却をした作品とみなされている。
Eduardo Rivadaviaはオールミュージックにおいて5点満点中4.5点を付け「スカイクラッドは、スラッシュメタルや王道ヘヴィメタルからの影響と、フォークソングの融合という目標を達成しつつある」「パズルの最後のピースを埋めるように、正式なフィドル奏者のフリーザ・ジェンキンスが加入したことで、バンドは勇気を増し、本作からの秀逸な第1弾シングル"Spinning Jenny"は、彼らの方向性と新たな目的意識を示してみせた」と評している。

## 収録曲
全曲とも作詞：マーティン・ウォルキーア／作曲：スティーヴ・ラムゼイ。
1. ウォー・アンド・ディスオーダー - War and Disorder – 1:41
2. ブロークン・プロミスト・ランド - A Broken Promised Land – 5:16
3. スピニング・ジェニー - Spinning Jenny – 2:44
4. ソールト・オン・ジ・アース - Salt on the Earth (Another Man's Poison) – 4:53
5. カルマゲドン - Karmageddon (The Suffering Silence) – 6:05
6. リング・ストーン・ラウンド - Ring Stone Round – 2:11
7. メン・オブ・ストロー - Men of Straw – 4:36
8. アーヴァニス - R'vannith – 6:05
9. ディクラレーション・オブ・インディファレンス - The Declaration of Indifference – 4:17
10. アローン・イン・デス・シャドウ - Alone in Death's Shadow – 6:37

## 参加ミュージシャン
- マーティン・ウォルキーア - ボーカル
- スティーヴ・ラムゼイ - リードギター、12弦ギター、クラシック・ギター
- デイヴ・ピュー - リードギター
- フリーザ・ジェンキンス - ヴァイオリン、マンドリン、キーボード、バッキング・ボーカル
- グレアム・イングリッシュ - ベース、クラシック・ギター、バッキング・ボーカル
- キース・バクスター - ドラムス、パーカッション